# Semnalul Wow!

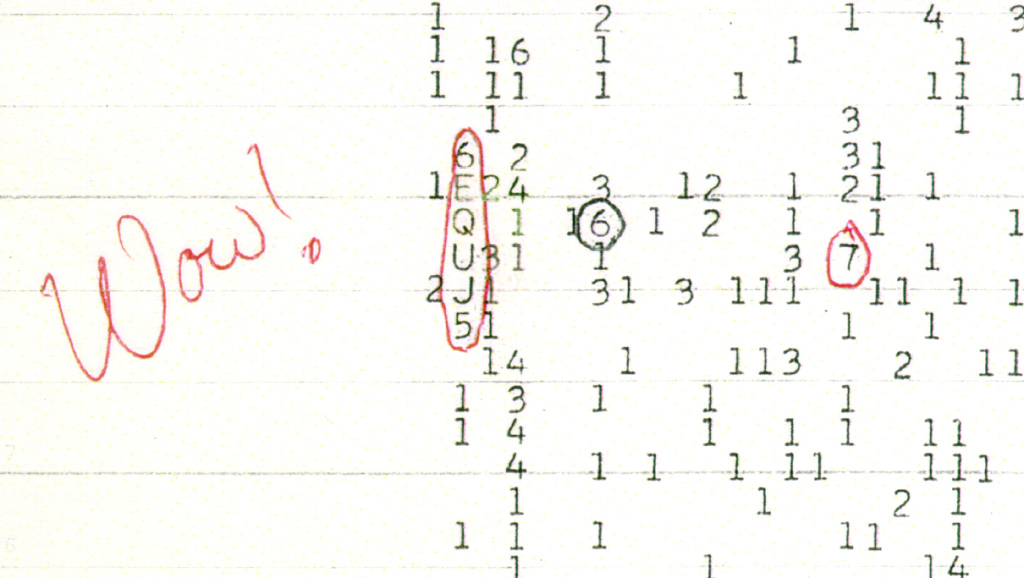
Semnalul Wow!

Semnalul Wow! a fost un semnal puternic de radio în bandă îngustă (1420,456 MHz) detectat de către Jerry R. Ehman la 15 august 1977, în timp ce lucra în cadrul unui proiect SETI la marele radiotelescop Big Ear de la Universitatea de Stat Ohio care se află la Observatorul Perkins al Universității Ohio Wesleyan în Delaware, Ohio. Semnalul avea semne distinctive preconizate a fi din afara sistemului solar. A fost detectat timp de 72 de secunde de către radiotelescopul Big Ear, dar apoi nu a mai fost detectat din nou. Semnalul a fost obiectul unei atenții semnificative din partea mass-media. 
Din cauză că era o asemănare foarte mare între caracteristicile semnalului receptat și estimările făcute în privința formei sub care un semnal interstelar ar putea fi receptat, Jerry R. Ehman a încercuit semnalul pe raportul tipărit, adăugând un scurt comentariu, „Wow!”, care a dat numele semnalului.
Radiotelescopul utilizat este fix și folosește rotația Pământului pentru studierea cerului, de aceea poate observa un punct oarecare doar 72 de secunde. Punctul de origine al semnalului este în constelația Săgetătorul, aproximativ la 2,5 grade de steaua χ¹ Sagittarii.
Încă nu s-a ajuns la o concluzie finală în privința naturii semnalului, dacă este o reflecție cauzată de praful cosmic sau dacă are o sursă terestră. 
Deși semnalul Wow! nu a avut modulație detectabilă - o tehnică folosită pentru a transmite informații prin unde radio - rămâne cel mai puternic candidat pentru o transmisie radio extraterestră detectată vreodată.